# 红山街道 (舞钢市)
红山街道是中华人民共和国河南省平顶山市舞钢市下辖的一个街道办事处。

## 行政区划
红山街道下辖以下村级行政区划单位：
营街村、阎楼村、王大苗村、小刘庄村和乔庄村。